# Zhangixalus omeimontis
Zhangixalus omeimontis — вид жаб з родини веслоногих (Rhacophoridae).

## Поширення
Вид названий по типовій місцевості — горах Емейшань (Омей) у китайській провінції Сичуань. Жаба є ендеміком Китаю, зустрічається у провінціях Юньнань, Сичуань, Гуансі, Гуйчжоу, Хунань і Хубей. Мешкає у лісистій місцевості, ікру відкладає у стоячих водоймах (ставках, болотах).

## Опис
Це помірно великі жаби: самці сягають 59 мм, самиці 76 мм завдовжки. У горах вид сягає більших розмірів: самці до 70 мм, самиці до 84 мм. Пуголовки сягають до 45 мм.